# Ca la Botiguera
Ca la Botiguera és una casa senyorial gòtica de Caseres (Terra Alta) inclosa a l'Inventari del Patrimoni Arquitectònic de Catalunya.

## Descripció
És una casa senyorial de tres plantes amb façana totalment realitzada amb carreus. Portalada amb arc de mig punt dovellat, avui parcialment cegada. Als dos pisos superiors hi ha dos finestres per planta, una de les de la segona planta desalineada. Són molt interessants les de la primera planta amb ampits i brancals motllurats, molt goticitzants. El ràfec és petit i fet amb lloses de pedra i la coberta és de poca pendent, com la major part de les cases de Caseres, i de teula àrab.
És l'edificació d'habitació més interessant de Caseres; la major part d'edificis d'aquesta època (segle XVII-XVIII) han estat molt adulterats i tan sols es conserven algunes portes dovellades.